# پژمان حدادی
پژمان حدادی (۳۰ بهمن ۱۳۴۷ (خورشیدی)، تهران) نوازندهٔ سازهای کوبه‌ای اهل ایران می‌باشد.
وی عضو گروه موسیقی دستان بود و همراه این گروه آثار متعددی را ضبط و اجرا کرده‌است. علاقهٔ خاصی به موسیقی قوالی فارسی دارد و آثاری بر مبنای این موسیقی نوشته‌است که همراه با گروه ضربانگ و مرشد مهرگان آن‌ها را ضبط کرده‌است. وی علاوه بر کار با گروه‌های موسیقی ایرانی اجراهای متعددی با نوازندگان ملل دیگر داشته‌است، از جملهٔ این اجراها می‌توان به همکاری با شجاعت حسین‌خان، نجاتی سلیک هنرمند اهل ترکیه و یئیر دلال هنرمند عرب اشاره کرد.
پژمان حدادی در حال حاضر در کنار اجرای صحنه و آهنگسازی، در دانشگاه یو سی ال ای تدریس میکند.

## جوایز
- برندهٔ جایزهٔ «موسیقیدان برتر» از «بنیاد دورفی» ،۲۰۰۱[۲][۴]

## آثار

### تکنوازی و همنوازی
- تربت. دونوازی تار و تمبک با حسین علیزاده، نشر نقطه تعریف، ۱۳۹۳
- این سر سودایی. دونوازی سنتور و تمبک با پویا سرایی، نشر نهاله رودکی، ۱۳۹۱
- آن و آن. دونوازی سه تار و تمبک با حسین علیزاده، نشر هرمس، ۱۳۸۷
- وجد. دونوازی عود و تمبک با حسین بهروزی نیا، نشر ماه ریز مهر، ۱۳۸۰
- نخستین دیدار بامدادی دونوازی کمانچه و تمبک با کیهان کلهر، نشر آوای دوست
- رنگینه. همنوازی با گروه ضربانگ
- آفتاب نیمه شب. دونوازی عود و تمبک با حسین بهروزی نیا، نشر ۷/۸، ۱۳۷۹
- سفر به دیگر سو. گروه دستان و شهرام ناظری، نشر دارینوش، ۱۳۸۰
- آتش شوق. همنوازی با علی اکبر مرادی نوازندهٔ تنبور، نشر ۷/۸، ۱۳۷۸
- داستان عشق. همنوازی با حسین عمومی نوازندهٔ نی و آواز پریسا، نشر کرشمه، ۱۳۷۸[۵]
- ساز آیان. همنوازی با پویان بیگلر نوازندهٔ تار و سه تار،نشر پرده هنر موسیقی،۱۳۹۵